# Juan Manuel Molina
Juan Manuel Molina (Cieza, 15 marzo 1979) è un marciatore spagnolo.

## Palmarès
| Anno | Manifestazione          | Sede              | Evento         | Risultato | Prestazione | Note                          |
| ---- | ----------------------- | ----------------- | -------------- | --------- | ----------- | ----------------------------- |
| 1998 | Mondiali juniores       | Annecy            | Marcia 10000 m | 4º        | 42'09"75    |                               |
| 1999 | Europei under 23        | Göteborg          | Marcia 20 km   | 4º        | 1h25'34"    |                               |
| 2001 | Europei under 23        | Amsterdam         | Marcia 20 km   | Oro       | 1h23'03"    |                               |
| 2001 | Universiadi             | Pechino           | Marcia 20 km   | Argento   | 1h25'07"    |                               |
| 2002 | Europei                 | Monaco di Baviera | Marcia 20 km   | Bronzo    | 1h20'36"    |                               |
| 2004 | Giochi olimpici         | Atene             | Marcia 20 km   | 5º        | 1h20'55"    |                               |
| 2005 | Mondiali                | Helsinki          | Marcia 20 km   | Bronzo    | 1h19'44"    | Miglior prestazione personale |
| 2005 | Universiadi             | Smirne            | Marcia 20 km   | Oro       | 1h24'06"    |                               |
| 2005 | Giochi del Mediterraneo | Almería           | Marcia 20 km   | Argento   | 1h24'11"    |                               |
| 2007 | Mondiali                | Osaka             | Marcia 20 km   | 16º       | 1h26'26"    |                               |
| 2008 | Giochi olimpici         | Pechino           | Marcia 20 km   | 12º       | 1h21'25"    |                               |
| 2009 | Giochi del Mediterraneo | Pescara           | Marcia 20 km   | Bronzo    | 1h23'02"    |                               |
| 2009 | Mondiali                | Berlino           | Marcia 20 km   | 23º       | 1h24'00"    |                               |
| 2010 | Europei                 | Barcellona        | Marcia 20 km   | 8º        | 1h22'35"    |                               |